# 고승덕
고승덕(高承德, 1957년 11월 12일~)은 대한민국의 법조인, 정치인, 대학 교수로, 제18대 국회의원을 지냈다.

## 생애
아버지는 제주도에서 전라남도 광주로 이주한 의사였고, 고승덕은 광주에서 출생하였다. 무등중학교와 경기고등학교를 졸업한 후 서울대학교 사회계열에 입학하여 법학과로 진학하였다. 1학년 겨울방학 때부터 사법고시에 몰두하여 고시준비 3개월만에 1차 합격, 다음해 3차까지 최종 합격하였고 당시 역대 사법시험 최연소 타이틀을 얻었다. 1979년에는 행정고시를 수석으로 합격하고, 외무고시에 차석으로 합격하였다.
1980년 2월 서울대학교 법과대학을 수석으로 나왔다. 사법 연수원 기간을 마치고 미국으로 유학을 갔다. 예일 로스쿨과 하버드 로스쿨에서 각각 LL.M.(법학석사)을 취득했고 컬럼비아 로스쿨에서 J.D. 과정을 나왔다. 컬럼비아 로스쿨 J.D. 졸업 후 뉴욕주 변호사 시험에 합격했고 로펌 베이커 & 맥켄지의 뉴욕 사무소에서 2년간 변호사(associate)로 활동했다. 그는 뉴욕 주를 포함한 총 4개 주의 변호사 자격을 취득했다.
1984년부터 1987년까지 수원지방법원 판사를 지냈다. 1989년부터 변호사로 활동했다.
2002년부터 SBS의 법률 교양 프로그램인 《솔로몬의 선택》 등 방송에 출연하였다.
2003년에는 펀드매니저 자격증을 취득했고, 증권 투자 관련 책을 집필하는 등 증권전문가로서 활동했다.
2008년 선거에서 한나라당 소속으로 서울특별시 서초구 을에 출마하여 제18대 국회의원으로 당선되어 2012년까지 활동했다.
2007년에는 청소년 자원봉사 활동 지원을 목표로 하는 단체 '청소년나비운동본부'를 설립했고 2010년에는 이를 모태로 한 여성가족부 산하 사단법인 '꿈을 키우는 사람들 드림파머스'를 설립했다. 이를 통해 청소년 진로 상담과 멘토링을 목적으로 한 '드림멘토링아카데미'를 운영했다. 2009년부터 2011년까지 전국자원봉사센터중앙회가 주관한 청소년행복나눔자원봉사대상 심사위원장을 세 차례 역임했고, 2010년에는 중앙자원봉사센터 운영위원회 부위원장을 역임했다. 2013년에는 청소년지도사 자격을 취득했고 한국청소년발전포럼 공동대표를 맡았으며 한국청소년쉼터협의회 이사장을 맡았다. 2014년부터 서울사이버대학교 석좌교수(청소년복지 전공)로 재직하고 있다.
초중고생, 학부모, 대학생, 시민 등을 대상으로 꿈과 노력을 주제로 한 특강을 했다. 2011년에는 특강 500회 돌파 기념으로 《고승덕의 ABCD성공법》을 출간했고, 2013년에는 청소년판으로 《꿈으로 돌파하라》를 펴내서 여성가족부 선정 청소년권장도서로 선정되기도 했다. 2014년에는 2003년 출간한 책을 전면개정하여《꿈! 포기하지 않으면 불가능은 없다》를 출간했다.
2014년에는 서울시 교육감으로 출마하였으나, 미국에 거주하는 딸 고캔디가 '아버지는 교육감의 자격이 없다'는 요지의 글을 인터넷에 올리며 과거 이혼 후의 행적에 대해 큰 논란이 일었고, 결국 교육감 당선에 실패했다. 2014년 6월 3일 강남에서 열린 거리 유세에서 고승덕은 "못난 아버지를 둔 딸에게 정말 미안하다"고 절규했다. 고승덕이 이때 지었던 표정이나 행동을 이용해 누리꾼들이 맥도날드의 해피밀 품절과 관련한 일들에 빗댄 패러디를 생산했고, 개그콘서트에서도 패러디 했으며, 해당 영상을 이용해 만든 메탈 음악이 유튜브에서 140만회 이상 시청되었다.

## 사건

### 국회의원 공천 파동
1999년 4월 1일, 고승덕은 당시 여당인 새정치국민회의 당사를 방문하여 정균환 사무총장에게 이력서를 제출하며에서 공천을 받으려고 하였다. 그러나 공천이 불확실해지자 4월 26일 야당인 한나라당의 김덕룡 부총재의 후원회 행사에 참석하여 "지연은 국민회의(광주 출생), 혈연은 자민련과 맺어져 있으나 정치는 한나라당에서 하겠다"라고 입당을 선언하고, 서울 송파갑 재선거에 후보로 공천 받았다.
그러나. 결국 사흘만인 4월 29일 고승덕은 자민련 당사를 방문하여 "이번일로 사랑하는 가족과 친지들에게 송구스럽다. 양가 부모님께 심려를 끼쳐서 죄송하다"며 후보사퇴했다.
당시 장인이었던 박태준 前 포스코 회장(박태준 당시 자민련 총재의 차녀가 고승덕의 전처)과 연합하여 정부를 구성했던 집권여당인 새정치국민회의의 대변인은 "문은 국민회의에 두드리고, 공천은 한나라당에서 받고, 사퇴는 자민련에서 했다."고 논평을 했고, 시사저널은 "재주 많고 대중적 인기 높아 전도 양양하던 최고의 '젊은 피'가 돌연 '썩은 피'가 되어 하루아침에 '정치 철새'로 전락했다. 과정보다 목적을 중시한 출세지향주의적인 한 젊은 변호사가 하루아침에 정치판에서 퇴장당한 [3류 정치]의 결정판이 이른바 '고승덕 코미디'"라고 비판하였다.
고승덕은 1998년 박유아가 아이들을 데리고 일방적으로 미국으로 가면서 양육권을 빼앗겼고, 아이들을 한국에서 교육시켜야 한다는 고승덕과 미국에서 키우겠다는 박유아 사이에 다툼이 생겨 아이들 교육 문제가 이혼의 직접적인 원인이 되었다고 해명했다.

그러나 자녀들의 친권 및 양육권은 현재 고승덕이 가지고 있다- 전처 박유아 확인

### BBK 사건 변호
2007년 대선 당시 이명박 후보는 BBK 주가 조작 의혹에 휩싸였는데, BBK 구원투수로 긴급투입된 것이 바로 주식전문가 고승덕이었다 . 당시 고승덕은 '고승덕 펀드'를 출시하며 펀드매니저와 주식전문가로 활동하던 시절이었다.
고승덕은 이명박 캠프의 전략기획팀장을 맡아 이명박을 대통령에 당선시켰고, 이것이 인연이 되어 2008년 18대 총선(대한민국 제18대 국회의원 선거)에 공천을 받아 국회의원이 되었다.

### '고승덕 펀드' 불법논란
고승덕이 출시한 '고승덕펀드'는 '펀드매니저 실명을 펀드명칭에 사용하지 않는다'는 업계 자율규제와 '투자자문과 운용을 함께 할 수 없다'는 법령을 어겨 금융감독위원회로부터 경고를 받았다는 보도가 있었으나 고승덕은 실제로는 금융감독위원회로부터 정식으로 경고받은 사실이 없었다.
2007년 11월 7일 당시 민주당 노식래 부대변인이 논평에서 “고승덕의 투자상품이 지난 1년간 마이너스 수익률을 기록했고, 금감원으로부터 경고를 받았다”고 하자 고승덕은 "금융감독원으로부터 경고를 받은 사실이 없고, 2006년 11월부터 올해 11월까지 1년 동안 대표이사로 있는 로드투자자문사에서 운용자문하는 투자상품(한국투자증권로드주식형신탁)의 수익률이 연 16%에 가까움에도 불구하고, 노 부대변인은 아무런 확인도 없이 인신공격할 목적으로 금융감독원으로부터 경고를 받았다고 발표했다"고 밝히면서 노식래 부대변인을 영등포 경찰서에 고소하였다.

### 한나라당 전당대회 돈봉투 폭로
2011년 12월, 고승덕은 "한나라당 당대표가 전당대회에서 돈봉투를 돌렸다"고 폭로하였다.. '돈봉투 살포 의혹' 사건의 당사자인 박희태 국회의장은 총선 불출마를 선언하였음에도 불구하고 후폭풍은 일파만파 커졌다.
당시 고승덕의 '돈봉투 폭로'의 배경에 관심이 쏟아졌었는데, '박희태 국회의장의 먼 친척이자 고향 후배인 박성중 전 서초구청장이 자신의 지역구인 서초을에 출마하려고 하자 폭로했다'는 분석, '자신의 정치적 입지를 위해서 폭로했을 가능성이 있다'는 분석, '한나라당 텃밭인 서울 강남권 의원들을 물갈이해야 한다'는 분위기를 반전시키기 위해 폭로했다'는 분석 들이 있었다.

### 고승덕의 소신 발언 - “판사도 실수할 수 있다.”
서강대학교 기술경영전문대학원 측은 고승덕을 초청해 2016년 4월 15일 「꿈으로 돌파하라」라는 주제로 서강대학교 BW관에서 초청 강연을 실시했다. 고승덕은 자신의 강연이 끝난 직후 청중들과의 질의응답을 가졌다. 한 청중이 허위판결문(사법 비리)에 대한 견해와 허위판결문이 나오는 이유를 질문하자, 고승덕은 “판사도 실수할 수가 있다.”며 판사의 실수를 인정했고 “허위판결문(사법 비리)에 대해서는 하나님으로부터 보상을 받을 것이다. 하나님은 사법 비리를 아실 것이다. 판사가 돈 먹고 판결하는 것은 믿고 싶지가 않다.” 등의 의미심장한 발언을 내놓기도 했다.

### 전교조 발언
한기총 조광작 목사는 2014년 5월 20일 한기총 긴급임원회의에서 세월호 침몰 사고에 대해 "가난한 집 아이들이 수학여행을 경주 불국사로 가면 될 일이지, 왜 제주도로 배를 타고 가다 이런 사단이 빚어졌는지 모르겠다", "박근혜 대통령이 눈물을 흘릴 때 함께 눈물 흘리지 않는 사람은 모두 백정"이라며 세월호 침몰 사고를 비하하고 세월호 희생자들을 폄훼하는 망언을 하였다. 그런데 고승덕이 이 자리에 참석하여 표를 부탁하며 "(교육감에 당선되면) 다른 것은 몰라도 전교조 문제만큼은 조처할 계획"이라고 말해서 논란이 커졌다. 또한 고승덕은 한기총 임원들에게 "교육감으로 당선되면 (학교) 신우회 구성을 적극 지원하겠다"고 말하여 '종교적 중립'을 해쳤다는 비판을 받았다.

### 윤봉길 기념사업 반대
윤봉길 기념사업회 양시헌 사무처장은, 2014년 5월 20일 서울시교육감 선거 과정에서, 고승덕 후보가 새누리당 18대 국회의원 재직 당시 고승덕의 지역구인 서울 서초동에 위치한 '시민의 숲' 공원을 '윤봉길공원'으로 바꾸는 데 반대해서 명칭 변경이 무산됐고, 고승덕은 반대 이유로 "윤봉길 의사는 서초구와 아무 연고가 없고 윤봉길기념관이 특별히 서초구 내에 있을 이유가 없으며, 무엇보다 주민이 강력히 반대한다"는 것을 들었다고 주장했다.

### 아들 이중국적 및 병역 문제
2014년 6월 서울시교육감 선거에서 당시 무소속 후보 조희연은 역시 무소속 후보 고승덕의 아들이 미국 시민권자임에도 불구하고 병역대상자로 선거관리위원회에 신고되었다고 하면서 아들의 이중국적 및 병역 문제에 대한 논란을 제기하였다. 고승덕이 2014년 5월 서울시교육감 후보등록을 위해 선거관리위원회에 병역사항을 신고한 서류에 고승덕의 자녀 1명이 2010년부터 징병검사를 연기했으며, 24세 이전에 출국했다고 쓰여 있기 때문이다. 이에 대해 고승덕은 “대한민국 국민이 우연히 미국에서 태어나 태생적으로 이중국적을 갖게 된 것이다. 아들이 한국국민이기 때문에 병역연기를 한 것이다"고 해명했다. 6월 1일 기자회견을 통해, 전처(박유아)의 판단에 따른 것으로 가족사의 아픈 단면이라고 함.

### 고승덕 딸 교육감 자질 관련 발언
고승덕의 딸, 고캔디가 2014년 5월 31일에 자신의 페이스북에 서울시 교육감 선거에 출마한 아버지 고승덕이 '교육감이란 직책에 자격이 없음'을 주장하는 글을 올렸다. 고씨는 “아주 어린 시절부터 아버지는 우리 남매에게 어떤 것도 가르치지 않았다”며, “자신의 혈육인 자녀를 가르칠 생각도 없었던 사람이 어떻게 한 도시 교육의 수장이 될 수 있겠는가”라는 부정적인 발언을 했다. 이에 대해 고승덕 측은 "아픈 가족사에 대해 세세하게 말씀 드리기가 어렵지만 아버지로서 결별과정과 재혼으로 자식들이 받은 마음의 큰 상처에 대해 평생 미안한 마음을 갖고 있다"고 밝혔다. 고승덕 측은 또한 "딸의 글이 박성빈 씨와 문 후보의 야합에 기인한 것이 아닌지 정황을 의심하고 있다"고 주장했다. 고승덕은 다음 날인 6월 1일 기자회견을 열고서 자신의 의견을 밝혔다. 조선일보에는 그의 기자회견 전문이 실렸다.

### 선거결과 불복
2014년 6월 4일, 서울시 교육감 선거에서 패배한 고승덕은 "이번 선거는 아직 끝나지 않았다. 아마 1년 반 이후에 다시 선거가 열릴 것"이라고 말해서 '선거결과 불복 관련' 논란이 되었다.

## 가족 관계
제주 출신인 아버지 고익태(서울대 의대 졸업, 전 피부과 전문의, 조선대의대 교수로 정년퇴임)와 윤선도 후손인 어머니 윤순엽의 슬하에서 2녀2남 중 장남으로 태어났다. 외숙은 대법관을 역임한 윤일영 변호사이다. 고교 시절 진로를 법학을 전공하기로 결심하는 데에는 당시 판사였던 외숙의 영향을 받았다고 자서전에서 그는 언급하였다. 현재 부인은 신문 기자출신 이무경이며, 이혼한 전 부인은 포스코 명예회장인 박태준의 차녀이자 화가로 활동 중인 박유아이다. 박유아는 이화여자대학교 미술대학(동양화 전공) 및 대학원을 나왔다. 당시 유학생 신분이었던 고승덕과 박유아는 지인의 소개로 만나 결혼하였으며, 이들 사이에는 1남 1녀 자녀가 있다. 2002년 박유아와 합의 이혼 이후 고승덕은 2004년에 KBS 前 아나운서 왕종근의 소개로 10살 연하의 이무경(李戊瓊)을 만나 비밀리에 재혼하였다. 이무경은 당시 경향신문 기자로 이화여자대학교 영문과를 나왔고 1991년 경향신문에 입사해 편집부와 문화부, 《매거진X》부 등을 거쳤으며, 이씨는 지난 2005년 이화여자대학교 대학원 미술사학과에서 석사 학위를 취득했다.

## 학력
- 광주대성초등학교 졸업
- 무등중학교 졸업
- 1976년 경기고등학교 졸업
- 1980년 서울대학교 법과대학 법학 학사
- 1982년 서울대학교 대학원 헌법석사
- 1983년 예일 로스쿨 LL.M.
- 1987년 하버드 로스쿨 LL.M.
- 1989년 컬럼비아 로스쿨 J.D.
- 2012년 중앙대학교 대학원 청소년학 (박사과정 입학)

## 경력
- 1978년: 제20회 사법시험 최연소 합격
- 1979년: 제13회 외무고등고시 차석 합격
- 1979년: 제23회 행정고등고시 수석 합격
- 1982년: 사법연수원 제12기 수료
- 1984년 9월~1987년 8월: 수원지방법원 판사
- 1988년: 컬럼비아 로스쿨 Teaching Fellow(민사소송법 과목 조교)
- 1989년: 뉴욕 주 변호사 시험 합격 후 베이커 & 맥켄지 뉴욕 사무소 변호사(Associate) 입사
- 1992년: 서울특별시 고문 변호사
- 1993년: 서울특별시 공무원교육원 강사(행정소송 실무)
- 1995년: SBS TV 《코미디전망대》 고정 출연 (국내 변호사 TV 예능 프로 첫 출연)
- 1997년 [[9월 1일~1998년 2월 28일: 국민대학교 강사(국제거래법)
- 1998년: KBS 2TV 《생생경제연구소》 MC (국내 변호사 TV 예능 프로 첫 진행)
- 1999년 5월 1일~2001년 8월 30일: 제주국제대학교 겸임부교수
- 2000년: 한국경제TV《천재 고변호사의 증권고시패스》 진행
- 2002년: SBS TV 《솔로몬의 선택》 고정 출연
- 2003년 펀드매니저(일반자산운용전문인력) 자격 취득
- 2003년: KBS 2TV 《성공예감 경제특종》 최원정 아나운서와 함께 진행
- 2004년: 사법연수원 강사(증권거래법)
- 2004년: 경향신문 경영자문위원 및 칼럼니스트
- 2005년 9월 1일~2008년 8월 31일: 이화여자대학교 법과대학 겸임교수
- 2006년~2007년: 한양대학교 법학과 전임강사
- 2008년: 제18대 한나라당 국회의원(서초을 지역구, 국회 정무위원회 위원)
- 2009년: 청소년행복나눔자원봉사대상 심사위원장(2011년까지 3회 역임)
- 2010년: 한나라당 국제위원장(2011년 연임)
- 2010년: OECD의회회의 한국 대표
- 2010년 11월~: 사단법인 드림파머스(Dream Farmers) 대표
- 2010년: 중앙자원봉사센터 운영위원회 부위원장
- 2011년 9월: 국제민주연맹 부의장
- 2012년 8월 21일: 다애학교(다문화가정 대안학교) 교사
- 2012년 12월~: 한국청소년발전포럼 공동대표
- 2013년: 한국청소년쉼터협의회 이사장
- 2013년: MBN 《고변호사의 집중분석》진행
- 2013년: 한국경제TV '고변호사의 인생2막 행복포트폴리오' 진행
- 2014년: 청소년지도사 자격 취득
- 2014년 1월~2020년 6월: 서울사이버대학교 석좌교수 (청소년복지 전공)

## 수상
- 2008년 국정감사 우수국회의원상[35]
- 2009년 바른사회시민회의 대학생 의정모니터단 인상깊은 의원 선정
- 2009년 2008년 국회의원 정책보고서 대상[36]
- 2011년 우수 국회의원연구단체 시상식 우수상[37]

## 저서
- 고승덕, 고변호사의 주식강의 1 (분석원리), 개미들출판사, 2002. ISBN 89-952815-0-2
- 고승덕, 고변호사의 주식강의 2 (실전기법), 개미들출판사, 2002. ISBN 89-952815-1-0
- 고승덕, 고변호사의 강의 3 (선물옵션), 개미들출판사, 2002. ISBN 89-952815-2-9
- 고승덕, 천재 고변호사의 증권고시패스(CD 5장+요약집), 한경와우, 2002. ISBN 89-951356-2-X
- 고승덕, 주식실전포인트, 개미들출판사, 2005. ISBN 89-956447-0-2
- 고승덕, 포기하지 않으면 불가능은 없다, 개미들출판사, 초판 2003, 전면개정판 2014. ISBN 89-952815-4-5
- 고승덕 역, 애널리스트 절대 믿지 마라(데이비드 페이버 저, The Faber Report), 한국경제신문, 2005. ISBN 89-475-2453-0
- 고승덕, 고승덕의 ABCD 성공법- 꿈을 꾸며 노력하면 이루어진다, 개미들출판사, 2011, ISBN 978-89-96753-00-1
- 고승덕, 꿈으로 돌파하라 - 청소년을 위한 고승덕의 ABCD 성공법, 개미들출판사, 2013, ISBN 978-89-967530-1-8

## 역대 선거 결과
|  | 60.26% |

|  | 24.25% |

## 같이 보기
- 서초구 을
- 서울 서초구의 국회의원